# Holandská káva
Holandská káva je druh teplého nápoje. Při jeho přípravě se využívá ginu a šlehačky.

## Příprava
Na začátku přípravy nápoje se umístí 28 gramů mleté kávy do konvice nebo džezvy, v níž se zalije asi 4 dcl vařicí vody. Pak se konvice zaklopí víkem. Následně se do sklenic rozdělí gin, jehož je k přípravě třeba asi 1 dl, poté se zalije scezenou kávou, dochutí cukrem a nakonec dozdobí kopečkem dotuha ušlehané smetany nebo šlehačky.